# K-バス

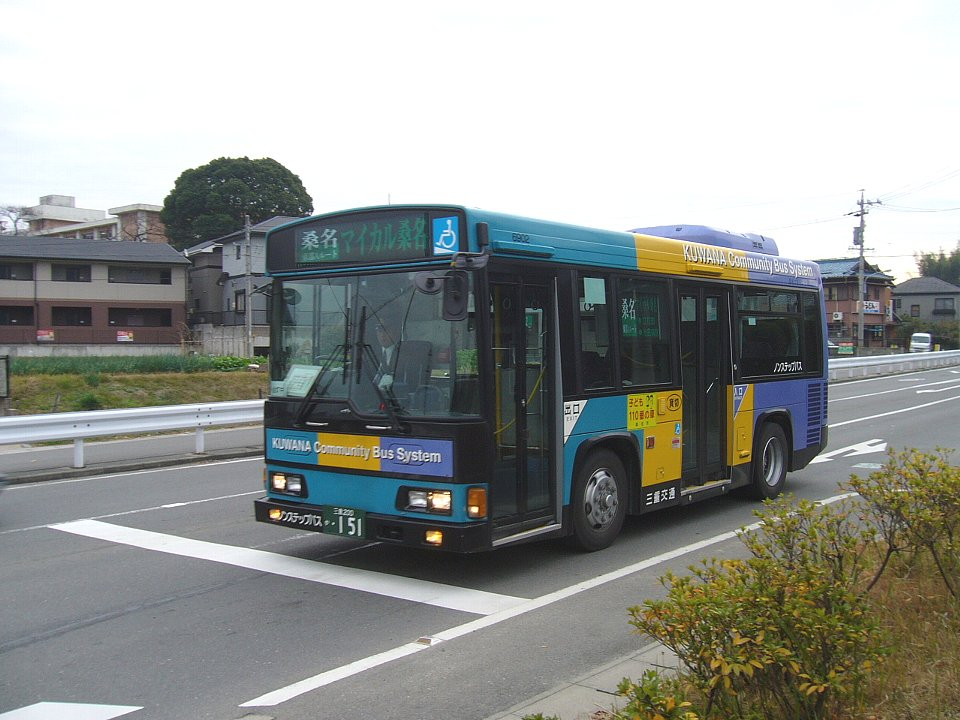
天神ヶ丘バス停付近にて

K-バス（けーバス）は、三重県桑名市が運行するコミュニティバス。桑名市が三重交通及び中日臨海バスに運行委託する形で、2001年4月1日から運行を開始した。

## 概要

### 運行・運賃
運賃は100円均一（未就学児は無料）。回数券もある。日曜日と年末年始（12月29日～1月3日）を除き、毎日運行する。
長島地区で朝時間帯のみ運行されているデマンド乗合タクシーは200円均一。

### 運行担当事業者
2021年2月現在。
- 東部ルート・西部北ルート・西部南ルート・南部東ルート・南部西ルート：三重交通桑名営業所
- 多度ルート：三重交通北勢事業所
- 北部ルート・長島ルート：中日臨海バス桑名営業所

## 沿革
- 1999年（平成11年）10月1日～11月30日 - コミュニティバスの実験運行が実施される。
- 2000年（平成12年）9月1日～11月30日 - コミュニティバスの実験運行が実施される。
- 2001年（平成13年）4月1日 - 運行開始。路線は東部・西部・北部の3ルート。
- 2004年（平成16年）
  - 6月1日 - 一部経路変更。南部ルートを新設。
  - 12月6日 - 桑名市・多度町・長島町が合併。
- 2006年（平成18年）
  - 9月1日 - 長島地区循環バス「すいごう」廃止。代わって多度・長島地区にルート新設。
  - 11月1日 - 西部ルートを西部北ルート・西部南ルートに分割。
- 2009年（平成21年）7月1日 - 一部経路変更。西部南ルートが蓮花寺駅前に乗入れ。多度ルート（多度駅～美鹿を除く）、長島ルートは、片回り運行となる。
- 2010年（平成21年）7月1日 - 一部経路変更。多度ルートは、両回り運行となる。
- 2018年（平成30年）7月1日 - 日曜日が全路線運休、長島南ルート朝便がデマンド乗合タクシーでの運行となる[2]。
- 2020年（令和2年）2月10日 - 多度・長島地区から桑名市役所本庁および桑名市総合医療センターへの直接乗り入れ、城南地区の一部（立田町・太平町など）へ南部ルートの延伸が行われる。
- 2021年（令和3年）3月22日 - 北部ルート・多度ルートを経路変更。多度ルートの全便と北部ルートの一部便が「神馬の湯」に乗り入れ開始。

## 路線
2020年3月現在。詳細は桑名市公式サイト「桑名市コミュニティバス K-バス」を参照。

### 東部ルート
- 桑名駅前〜寺町〜六華苑〜健康福祉センター〜桑名市総合医療センター〜桑名駅前〜市役所南〜梅園通〜イオンモール桑名〜新西方

### 西部北ルート
- イオンモール桑名〜福祉センター〜メガドンキユニー星川店〜大仲新田〜メガドンキユニー星川店〜大山田団地〜総合運動公園前〜イオンモール桑名

### 西部南ルート
- イオンモール桑名〜メガドンキユニー星川店〜志知〜赤尾台〜福祉センター〜希望ヶ丘〜イオンモール桑名〜高塚町〜イオンモール桑名

### 北部ルート
- 桑名駅前〜市役所南〜桑名市総合医療センター〜西汰上〜深谷町〜多度地区市民センター〜くわのみ〜多度地区市民センター〜東汰上〜桑名市総合医療センター〜市役所南〜桑名駅前

### 南部西ルート
- 桑名駅前〜桑名市総合医療センター〜寺町〜柳原〜ヨナハ総合病院前〜城南口〜桑部東〜市役所南〜桑名市総合医療センター〜桑名駅前

### 南部東ルート
- 桑名駅前〜桑名市総合医療センター〜寺町〜柳原〜伊曽島（名四）〜太平町〜伊曽島（名四）〜市役所南〜桑名市総合医療センター〜桑名駅前

### 多度ルート

#### 北回り
- 多度地区市民センター〜上之郷〜多度駅前〜多度地区市民センター

#### 南回り
- 多度地区市民センター→アイリスパーク前→御衣野東→南之郷→神馬の湯→多度地区市民センター→多度駅前→大桑クリニック→多度駅前
- 多度地区市民センター→南之郷→御衣野東→アイリスパーク前→神馬の湯→多度地区市民センター→多度駅前→大桑クリニック→多度駅前

#### 美鹿ルート
- 多度駅前〜多度大社前〜岩壺口〜下ヶ平〜美鹿〜前山
- 多度駅前→大桑クリニック→多度大社前→岩壺口→下ヶ平→美鹿→前山
- 前山→美鹿→下ヶ平→岩壺口→多度大社前→多度駅前→大桑クリニック→多度地区市民センター
- 多度地区市民センター→多度駅前→多度大社前→多度地区市民センター
- 多度駅前→多度地区市民センター→多度大社前→多度駅前

### 長島ルート

#### 北回り
- 福祉健康センター→長島駅前→輪中の郷→北部小学校前→大倉集会所前→長島駅前→福祉健康センター
- 福祉健康センター→長島駅前→北部小学校前→輪中の郷→長島駅前→福祉健康センター

#### 南まわり
- 福祉健康センター→長島駅前→ながしま遊館→伊曽島→なばなの里前→長島駅前→福祉健康センター
- 福祉健康センター→長島駅前→ながしま遊館→なばなの里前→伊曽島→長島駅前→福祉健康センター

#### 朝便
- 平成30年（2018年）7月1日よりデマンド乗合タクシーでの運行へ変更[3]。

## 鉄道への連絡
JR関西本線・近鉄名古屋線・養老鉄道養老線
- 桑名駅：東部ルート・南部西ルート・南部東ルート・北部ルート

JR関西本線
- 長島駅：長島北ルート・長島南ルート

近鉄名古屋線
- 近鉄長島駅：長島北ルート・長島南ルート
- 桑名駅：東部ルート・南部西ルート・南部東ルート・北部ルート

養老鉄道養老線
- 播磨駅：北部ルート
- 下野代駅：多度南ルート
- 多度駅：多度北ルート・多度南ルート・多度美鹿ルート

三岐鉄道北勢線
- 西桑名駅：東部ルート・南部ルート・北部ルート
- 在良駅：西部北ルート・西部南ルート
- 星川駅：西部北ルート・西部南ルート
- 蓮花寺駅：西部南ルート

## 車両
専用カラーの小型ノンステップバス、マイクロバスが使用される。専用カラーは三重交通・中日臨海バス共通で、車体前面から後面へ向かって水色・黄色・藤色の3色。オリジナルチョロQも発売された。

### 現在の車両
- 三重交通：三菱ふそう・エアロミディME、日野・ポンチョ（ロング・ショートともに在籍）、トヨタ・ハイエース（多度ルート）
- 中日臨海バス：日野・ポンチョ（ショートボディ）

### 過去の車両
- 三重交通：日野・レインボーHR（7m車）
- 中日臨海バス：三菱ふそう・ローザ